# Benoît Collombat
Pour les articles homonymes, voir Collombat.
Benoît Collombat, né en 1970, est un journaliste français de radio travaillant à la rédaction de France Inter depuis 1994 en qualité de grand reporter.
Il s'oriente vers le journalisme d'investigation, enquêtant notamment sur l'affaire Robert Boulin, et sur les pratiques du groupe Bolloré au Cameroun. Le groupe l'attaque d'ailleurs en justice dans plusieurs procédures à partir de cette date : Collombat est condamné pour diffamation en 2010 ; Bolloré est condamné pour procédure abusive en 2019.

## Biographie

### Formation
Après des études supérieures de lettres et d'histoire à la Sorbonne, Benoît Collombat est diplômé de l'École supérieure de journalisme de Lille (ESJ Lille).

### France Inter
Benoît Collombat est grand reporteur au sein de la rédaction de France Inter depuis 1994. Il a couvert des évènements tels le tsunami en Asie, les guerres en Ulster, en Irak, les évènements en Iran, la chute de Milosevic en Serbie ou encore la révolte des réfugiés de Lampedusa et les inondations en Espagne, et effectue dès lors de nombreux travaux d'investigation.
En 2008, il enquête sur les rumeurs d'assassinat du premier ministre Pierre Bérégovoy. Puis sur l'affaire du "cabinet noir" d'Yves Bertrand, directeur des Renseignements généraux entre 1992 et 2004. Et sur l'affaire Ali Mécili, l’affaire Ben Barka, version algérienne. Benoît Collombat enquête également sur les paradis fiscaux, notamment auprès de Daniel Lebegue (ancien directeur général de la Banque nationale de Paris, puis de la Caisse des dépôts et consignations et président de l'ONG  Transparence International France et des juges Renaud Van Ruymbeke, Bernard Bertossa et Jean de Maillard.
En 2009, après la polémique suscitée par le livre de Pierre Péan titré Le monde selon K, mettant notamment en cause l’activité de consultant de Bernard Kouchner au service de potentats de la « Françafrique », au Gabon et au Congo-Brazzaville, Benoît Collombat réalise l'enquête « Les affaires africaines du Docteur Kouchner » diffusée sur France Inter et sur franceinter.com où il publie pour la première fois les fameux rapports.
Il apporte également de nouveaux éléments dans l'enquête sur le naufrage du Joola au Sénégal, en septembre 2002, la plus grande catastrophe maritime civile.
En août 2010, Benoît Collombat publie une nouvelle et retentissante enquête sur Éric de Sérigny, l’un des conseillers d’un ministre alors très en vue, Éric Woerth, nouvel élément de l’affaire Bettencourt. Poursuivant son enquête sur l’affaire Bettencourt, il publie quelques jours après d’autres éléments sur un nouveau volet sur lequel Eric Woerth pourrait avoir à se justifier : l’affaire Wildenstein.

#### Enquête sur l'affaire Robert Boulin (2007 - 2009)
L'affaire Robert Boulin concerne les doutes sur le suicide du ministre du Travail Robert Boulin, retrouvé le 30 octobre 1979 dans moins de cinquante centimètres d'eau de l'étang Rompu de la forêt de Rambouillet, la famille estimant qu'ils’agit très probablement d’un meurtre.
En 2003, il réalise pour France Inter une contre-enquête sur le sujet, intitulée Affaire Boulin, un homme à abattre, prélude au livre du même nom qui sortira en 2007, quatre ans plus tard. Cette contre-enquête va permettre de relancer toute l'affaire et de mettre en lumière des témoignages qui n'avaient encore jusqu'ici pas été entendu. Il apporte, à nouveau, des éléments inédits (témoignages et documents) sur l'affaire Boulin en octobre 2009. Son enquête « Affaire Boulin : ces nouveaux témoins qui parlent d'assassinat » est diffusée sur France Inter et reprise dans la presse.

#### Reportage sur les affaires de Bolloré au Cameroun (2009 - ...)
En mars 2009, il réalise un reportage en Afrique « Cameroun : l’empire noir de Vincent Bolloré » diffusé dans le cadre du magazine Interception sur France Inter. Des témoignages inédits de camerounais décrivant la face cachée des pratiques de Bolloré au Cameroun, où le groupe contrôle en grande partie le port autonome de Douala, les chemins de fer et des plantations de palmiers.
Pour ce reportage Benoît Collombat et France Inter sont attaqués en diffamation par le groupe Bolloré devant le tribunal correctionnel de Paris. Le groupe Bolloré attaque le journaliste sur l'ensemble de son reportage. Les audiences ont eu lieu en décembre 2009 et mars 2010. 
« En poursuivant en diffamation France Inter, Vincent Bolloré veut faire "un exemple" » écrit Rue 89 qui assiste aux audiences. Le 6 mai 2010 le tribunal correctionnel de Paris condamne Benoît Collombat et Jean-Paul Cluzel, alors directeur de publication de France Inter, à 1 000 euros d'amende et à verser solidairement à Bolloré un euro de dommages. Benoît Collombat est condamné pour « diffamation publique » envers Vincent Bolloré et Bolloré SA au motif unique de leur avoir imputé sans preuve suffisante « de ne pas respecter les engagements financiers pris lors de la concession de la Camrail ». Il est exonéré des autres points d'accusations. Le tribunal reconnait comme étant de bonne foi la description des conditions de logement « indignes » des employés de la société Socapalm ainsi que du non-respect de la sécurité minimale des employés de Socapalm. Pareillement, le tribunal reconnaît que les allégations sur l'influence du groupe Bolloré sur le clan du Président Biya ainsi que l'aide financière que ce groupe apporterait à certains relais d'opinion importants au Cameroun (dont la Fondation Chantal Biya) « relèvent du libre débat d'opinion sur un sujet d'intérêt général».
En 2015, Collombat participe à un ouvrage collectif, Informer n'est pas un délit, paru aux éditions Calmann-Lévy, alors sous la direction de Florence Sultan. Le texte de Collombat décrit notamment une stratégie du groupe Bolloré dans ses procédures judiciaires envers les médias. 
Le groupe Bolloré porte alors à nouveau plainte contre Collombat et Sultan mais en mai 2019 est condamné pour « procédure abusive » à son encontre, la 17e chambre correctionnelle, spécialisée dans les délits de presse, ayant jugé que Benoît Collombat doit être relaxé, et le groupe Bolloré condamné pour « abus de constitution de partie civile ». 
Ce dernier doit verser la somme de 9 000 euros au journaliste, « en réparation du préjudice moral causé par cette action, qui a entraîné une procédure de plusieurs années ». 
Bolloré fait appel en 2020, mais la Cour d'appel confirme le jugement de 1ère instance. En 2021, alors que le groupe est devenu indirectement actionnaire de la maison d'édition la Cour de cassation, saisie toujours par Bolloré, ordonne un nouveau procès en appel.

### Autres collaborations
En 2011-2012, Benoît Collombat travaille en collaboration avec David Servenay pour Les Inrocks où  ils tiennent un blog Carnets d'enquêtes.
Actuellement, il collabore avec Étienne Davodeau à une série de reportages pré-publiée dans La Revue Dessinée.
Il fait partie des membres bénévoles du comité éditorial de Disclose. Dans ce cadre, il est convoqué par la Direction générale de la Sécurité intérieure en mai 2019. Un communiqué de la Ligue des droits de l'homme (France), en date du 14 mai 2019, relaie dix-sept ONG qui dénoncent des menaces de poursuites judiciaires pesant sur les journalistes Geoffrey Livolsi et Mathias Destal, du média d’investigation Disclose, ainsi que Benoît Collombat, de la cellule investigation de Radio France, qui ont enquêté sur la présence d’armes françaises dans le conflit au Yémen et qui sont entendus par la Direction générale de la Sécurité intérieure (DGSI) dans le cadre d’une enquête préliminaire pour « compromission du secret de la défense nationale » ouverte par le parquet de Paris après le dépôt d’une plainte par le ministère des Armées.
Associé à l'auteur de bande dessinée Damien Cuvillier, Benoît Collombat conçoit un roman graphique, intitulé Le Choix du chômage - De Pompidou à Macron, enquête sur les racines de la violence économique (Futuropolis), préfacé par Ken Loach. L'ouvrage, remarqué par les médias,, est publié en mars 2021, il  se penche sur les racines de la violence économique dans les années 1970 et 1980 en France.

## Engagements
Benoît Collombat est cité dans Le Système B, un documentaire français, créé par l'ONG Reporters sans frontières et diffusé en septembre 2021 octobre 2021, qui fut très médiatisé car il a appelé « l'État, le CSA, l'Autorité de la concurrence et le législateur à intervenir » et dénoncé des « pratiques représentent un véritable danger pour la liberté de la presse, mais aussi pour la démocratie » et alerté contre la censure répétée d'enquêtes dans différents médias du groupe industriel et de services de Vincent Bolloré,,,,,,,, mais visant aussi d'autres médias, par un usage massif des poursuites judiciaires, afin de décourager au maximum les enquêtes sur « ses activités africaines », qui « représentent un tiers du chiffre d'affaires » du groupe Bolloré.
Il a par ailleurs soutenu le journaliste Denis Robert lors de sa mise en examen dans l'affaire Clearstream en 2006, soulignant le paradoxe des poursuites contre celui qui « avait permis une meilleure compréhension des rouages de la société Clearstream » grâce à ses révélations dans le livre Clearstream, l’enquête, publié en juin 2006.

## Prix et distinctions
- Lauréat de la Bourse Payot[38] (1994) ;
- Grand Prix du reportage Radio France en 1996 pour un reportage « Policiers et jeunes des quartiers : parole contre parole » (avec Tara Schlegel) ;
- Prix Ondas[39] en 2000 pour « Les Derniers des Justes » ;
- Prix franco-allemand du Journalisme[40] en 2000 pour « Allemagne, le mur dans les têtes »[41] ;
- Grand Prix du reportage Radio France en 2002 pour un reportage consacré aux condamnés à perpétuité « En prison avec les longues peines »[42] ;
- Premier prix de la Fondation Varenne, pour son reportage « Les naufragés de Calais » diffusé le 24 mars 2006[réf. souhaitée] ;
- Prix Goretta en 2006, pour un reportage pour le magazine "Interception" consacré à la fin de vie, intitulé « Je vous tire ma révérence »[43] ;
- Prix international de l'enquête 2008 du CFJ[44] (Centre de formation des journalistes), catégorie radio, pour l’enquête sur l'affaire JPK « Des requins en eaux troubles».
- Prix du public Cultura[45] au festival d'Angoulême 2016 pour Cher pays de notre enfance (avec Étienne Davodeau)
- Finaliste Prix de la BD Fnac 2016[46] pour Cher pays de notre enfance (avec Étienne Davodeau)

## Publications
- Un homme à abattre : Contre-enquête sur la mort de Robert Boulin, Paris, éditions Fayard, 11 avril 2007, 504 p. (ISBN 978-2-213-63104-2)

- Avec David Servenay, Frédéric Charpier, Martine Orange, Erwan Seznec, Histoire secrète du Patronat de 1945 à nos jours, Paris, éditions La Découverte, coll. « Cahiers libres », 30 octobre 2009, 719 p. (ISBN 978-2-7071-5764-5)

- Avec David Servenay, La Fédé : comment les socialistes ont perdu le Nord, Le Seuil, 2012  (ISBN 978-2-02-108173-2)

- Un homme disparaît : l'affaire JPK - 15 décembre 1997, éditions Nicolas Eybalin, 2013  (ISBN 9782367400426)

- Avec David Servenay, Au nom de la France, guerres secrètes au Rwanda, La Découverte, 2014  (ISBN 978-2-7071-8243-2)

- Cher pays de notre enfance : Enquête sur les années de plomb de la Ve République, dessins d'Étienne Davodeau, éditions Futuropolis, 8 octobre 2015, 218 p.  (ISBN 9782754810852)

- Avec Damien Cuvillier, préface de Ken Loach, Le Choix du chômage - De Pompidou à Macron, enquête sur les racines de la violence économique, Futuropolis, 2021  (ISBN 9782754825450)

- Avec Thomas Borrel, Amzat Boukari Yabara, Thomas Deltombe (dir.), L'empire qui ne veut pas mourir : Une histoire de la Françafrique, Seuil, 2021, 1008 p. (ISBN 978-2-02-146416-0)